# Henry Marshall Tory
Pour les articles homonymes, voir Marshall et Tory (homonymie).
 (décembre 2023).
Si vous disposez d'ouvrages ou d'articles de référence ou si vous connaissez des sites web de qualité traitant du thème abordé ici, merci de compléter l'article en donnant les références utiles à sa vérifiabilité et en les liant à la section « Notes et références ».
Henry Marshall Tory, FRSC (11 janvier 1864 – 6 février 1947), mathématicien canadien, fondateur de l'Université de la Colombie-Britannique, de l'Université de l'Alberta, des Laboratoires du Conseil national de recherches, de l'Université Carleton. Il assura la création de la médaille Henry Marshall Tory en 1941 et légua des fonds à la Société lors de son décès en 1947 pour la financer.
Né dans une ferme près de Guysborough en Nouvelle-Écosse, il obtient un Bachelor of Arts de l'Université McGill en 1890. Il étudie ensuite la théologie et obtient un Bachelor of Divinity (Licence en théologie) du Wesleyan College affilié à McGill. Il passe les deux années suivantes à prêcher dans une église. En 1893, il devient professeur assistant de mathématiques à McGill et obtient un Master of Arts dans cette branche en 1896, puis un Docteur ès sciences en 1903 et est alors promu professeur associé de mathématiques.
En 1906, il participe à la fondation de l'Université McGill de la Colombie-Britannique qui deviendra l'Université de la Colombie-Britannique en 1915. De 1908 à 1929, il sera le premier président de l'Université de l'Alberta. Le 1er juin 1928, il devient le premier président des Laboratoires du Conseil national de recherches à Ottawa. De 1942 jusqu'à sa mort en 1947, il sera le premier président du Carleton College (qui s'appellera plus tard Université Carleton).
De 1939 à 1940, il fut président de la Société royale du Canada.
En 1893, il épousa Annie Gertrude Frost. Ils n'eurent pas d'enfant.

## Source
- (en) Cet article est partiellement ou en totalité issu de l’article de Wikipédia en anglais intitulé « Henry Marshall Tory » (voir la liste des auteurs).